# Kulasjärvi (Gällivare socken, Lappland, 746172-173671)
Kulasjärvi är en sjö i Gällivare kommun i Lappland och ingår i Kalixälvens huvudavrinningsområde. Sjön har en area på 0,0805 kvadratkilometer och ligger 355,1 meter över havet. Kulasjärvi ligger i Torne och Kalix älvsystem Natura 2000-område.

## Delavrinningsområde
Kulasjärvi ingår i det delavrinningsområde (745317-174068) som SMHI kallar för Mynnar i Ängesåns vattendragsyta. Medelhöjden är 349 meter över havet och ytan är 37,88 kvadratkilometer. Det finns inga avrinningsområden uppströms utan avrinningsområdet är högsta punkten. Jerttajoki som avvattnar avrinningsområdet har biflödesordning 3, vilket innebär att vattnet flödar genom totalt 3 vattendrag innan det når havet efter 195 kilometer. Avrinningsområdet består mestadels av skog (79 procent) och sankmarker (13 procent). Avrinningsområdet har 0,45 kvadratkilometer vattenytor vilket ger det en sjöprocent på 1,2 procent.